# Campeonato NORCECA de Voleibol Masculino de 2023
O Campeonato NORCECA de Voleibol Masculino de 2023 foi a 28.ª edição deste torneio organizado bienalmente pela NORCECA em parceria com a USA Volleyball (USAV). O torneio ocorreu no período de 5 a 10 de setembro, na cidade de Charleston, Estados Unidos.
A seleção dos Estados Unidos conquistou o décimo título continental de sua história ao vencer na final a seleção do Canadá. Na disputa pelo terceiro lugar, Cuba conquistou o bronze ao derrotar a República Dominicana por 3 sets a 0.
O levantador norte-americano Micah Christenson foi eleito o melhor jogador do torneio.

## Equipes participantes
O torneio contou com a participação de 7 equipes.
| Grupo          | Equipe               | Última participação |
| A              |                      |                     |
| -------------- | -------------------- | ------------------- |
| A              | Canadá               | 2021                |
| A              | México               | 2021                |
| A              | República Dominicana | 2021                |
| B              |                      |                     |
| Cuba           | 2021                 |                     |
| Estados Unidos | 2021                 |                     |
| Porto Rico     | 2021                 |                     |
| Suriname       | Estreante            |                     |

## Local das partidas
| Charleston, Estados Unidos |
| Charleston Coliseum        |
| -------------------------- |
|                            |
| Capacidade: 13 295         |

## Formato da disputa
O torneio foi dividido em duas fases: fase classificatória e fase final.
Na fase preliminar, as sete equipes participantes foram distribuídas em dois grupos, disputada em turno único, com todas as equipes se enfrentando dentro de seu grupo. Ao término desta fase, as melhores equipes de cada grupo avançaram para as semifinais, enquanto os segundos e terceiros colocados avançaram para as quartas de final.

### Critérios de desempate
1. Maior número de partidas ganhas.
2. Maior número de pontos obtidos, que são concedidos da seguinte forma:
  - Partida com resultado final 3–0: 5 pontos para o vencedor e 0 pontos para o perdedor.
  - Partida com resultado final 3–1: 4 pontos para o vencedor e 1 pontos para o perdedor.
  - Partida com resultado final 3–2: 3 pontos para o vencedor e 2 pontos para o perdedor.
3. Proporção entre pontos ganhos e pontos perdidos (razão de pontos).
4. Proporção entre os sets ganhos e os sets perdidos (razão de sets).
5. Se o empate persistir entre duas equipes, a prioridade é dada à equipe que venceu a última partida entre as equipes envolvidas.
6. Se o empate persistir entre três equipes ou mais, uma nova classificação será feita levando-se em conta apenas as partidas entre as equipes envolvidas.

## Fase classificatória
- Todas as partidas seguem o horário local (UTC−05:00).

|  | Classificado para as semifinais       |
|  | Classificado para as quartas de final |
|  | Disputa do 6º lugar                   |

### Grupo A
|     |                      |     | Jogos | Jogos | Jogos | Resultados | Resultados | Resultados | Resultados | Resultados | Resultados | Sets | Sets | Sets  | Pontos | Pontos | Pontos |
| Pos | Equipe               | Pts | T     | V     | D     | 3–0        | 3–1        | 3–2        | 2–3        | 1–3        | 0–3        | V    | P    | R     | V      | P      | R      |
| --- | -------------------- | --- | ----- | ----- | ----- | ---------- | ---------- | ---------- | ---------- | ---------- | ---------- | ---- | ---- | ----- | ------ | ------ | ------ |
| 1   | Canadá               | 10  | 2     | 2     | 0     | 2          | 0          | 0          | 0          | 0          | 0          | 6    | 0    | MAX   | 150    | 87     | 1.724  |
| 2   | República Dominicana | 5   | 2     | 1     | 1     | 1          | 0          | 0          | 0          | 0          | 1          | 3    | 3    | 1.000 | 106    | 138    | 0.768  |
| 3   | México               | 0   | 2     | 0     | 2     | 0          | 0          | 0          | 0          | 0          | 2          | 0    | 6    | 0.000 | 119    | 150    | 0.793  |

| Data  | Hora  |                      | Placar |                      | Set 1 | Set 2 | Set 3 | Set 4 | Set 5 | Total | Relatório |
| ----- | ----- | -------------------- | ------ | -------------------- | ----- | ----- | ----- | ----- | ----- | ----- | --------- |
| 5 set | 15:00 | Canadá               | 3–0    | República Dominicana | 25–11 | 25–8  | 25–12 |       |       | 75–31 | P2 P3     |
| 6 set | 17:00 | Canadá               | 3–0    | México               | 25–18 | 25–18 | 25–20 |       |       | 75–56 | P2 P3     |
| 7 set | 17:00 | República Dominicana | 3–0    | México               | 25–21 | 25–21 | 25–21 |       |       | 75–63 | P2 P3     |

### Grupo B
|     |                |     | Jogos | Jogos | Jogos | Resultados | Resultados | Resultados | Resultados | Resultados | Resultados | Sets | Sets | Sets  | Pontos | Pontos | Pontos |
| Pos | Equipe         | Pts | T     | V     | D     | 3–0        | 3–1        | 3–2        | 2–3        | 1–3        | 0–3        | V    | P    | R     | V      | P      | R      |
| --- | -------------- | --- | ----- | ----- | ----- | ---------- | ---------- | ---------- | ---------- | ---------- | ---------- | ---- | ---- | ----- | ------ | ------ | ------ |
| 1   | Estados Unidos | 13  | 3     | 3     | 0     | 2          | 0          | 1          | 0          | 0          | 0          | 9    | 2    | 4.500 | 261    | 179    | 1.458  |
| 2   | Cuba           | 12  | 3     | 2     | 1     | 2          | 0          | 0          | 1          | 0          | 0          | 8    | 3    | 2.667 | 252    | 219    | 1.151  |
| 3   | Porto Rico     | 5   | 3     | 1     | 2     | 1          | 0          | 0          | 0          | 0          | 2          | 3    | 6    | 0.500 | 174    | 208    | 0.837  |
| 4   | Suriname       | 0   | 3     | 0     | 3     | 0          | 0          | 0          | 0          | 0          | 3          | 0    | 9    | 0.000 | 144    | 225    | 0.640  |

| Data  | Hora  |                | Placar |                | Set 1 | Set 2 | Set 3 | Set 4 | Set 5 | Total   | Relatório |
| ----- | ----- | -------------- | ------ | -------------- | ----- | ----- | ----- | ----- | ----- | ------- | --------- |
| 5 set | 17:00 | Cuba           | 3–0    | Porto Rico     | 25–21 | 25–19 | 25–15 |       |       | 75–55   | P2 P3     |
| 5 set | 19:30 | Estados Unidos | 3–0    | Suriname       | 25–14 | 25–9  | 25–10 |       |       | 75–33   | P2 P3     |
| 6 set | 15:00 | Suriname       | 0–3    | Cuba           | 11–25 | 19–25 | 23–25 |       |       | 53–75   | P2 P3     |
| 6 set | 19:30 | Porto Rico     | 0–3    | Estados Unidos | 14–25 | 18–25 | 12–25 |       |       | 44–75   | P2 P3     |
| 7 set | 15:00 | Suriname       | 0–3    | Porto Rico     | 22–25 | 15–25 | 21–25 |       |       | 58–75   | P2 P3     |
| 7 set | 19:30 | Estados Unidos | 3–2    | Cuba           | 25–22 | 25–17 | 24–26 | 22–25 | 15–12 | 111–102 | P2 P3     |

## Fase final

### 5º – 7º lugar

#### Quinto lugar
| Data  | Hora  |        | Placar |            | Set 1 | Set 2 | Set 3 | Set 4 | Set 5 | Total  | Relatório |
| ----- | ----- | ------ | ------ | ---------- | ----- | ----- | ----- | ----- | ----- | ------ | --------- |
| 9 set | 15:00 | México | 3–1    | Porto Rico | 25–22 | 27–29 | 25–20 | 25–20 |       | 102–91 | P2 P3     |

#### Sexto lugar
| Data   | Hora  |            | Placar |          | Set 1 | Set 2 | Set 3 | Set 4 | Set 5 | Total | Relatório |
| ------ | ----- | ---------- | ------ | -------- | ----- | ----- | ----- | ----- | ----- | ----- | --------- |
| 10 set | 15:00 | Porto Rico | 3–1    | Suriname | 25–11 | 21–25 | 25–19 | 25–14 |       | 96–69 | P2 P3     |

### Chaveamento final
|  | Quartas de final     | Quartas de final |                      |   | Semifinais | Semifinais     |                |  | Final | Final |
|  |                      |                  |                      |   |            |                |                |  |       |       |
|  | 8 de setembro        |                  |                      |   |            |                |                |  |       |       |
|  |                      |                  |                      |   |            |                |                |  |       |       |
|  | Cuba                 | 3                |                      |   |            |                |                |  |       |       |
|  | Cuba                 | 3                | 9 de setembro        |   |            |                |                |  |       |       |
|  | México               | 0                |                      |   |            |                |                |  |       |       |
|  | México               | 0                | Canadá               | 3 |            |                |                |  |       |       |
|  |                      |                  | Canadá               | 3 |            |                |                |  |       |       |
|  |                      |                  | Cuba                 | 2 |            |                |                |  |       |       |
|  |                      |                  | Cuba                 | 2 |            |                |                |  |       |       |
|  |                      |                  | 10 de setembro       |   |            |                |                |  |       |       |
|  |                      |                  |                      |   |            |                |                |  |       |       |
|  | Canadá               | 0                |                      |   |            |                |                |  |       |       |
|  | Canadá               | 0                | 8 de setembro        |   |            |                |                |  |       |       |
|  |                      | Estados Unidos   | 3                    |   |            |                |                |  |       |       |
|  | República Dominicana | Estados Unidos   | 3                    | 3 |            |                |                |  |       |       |
|  | República Dominicana | 9 de setembro    |                      | 3 |            |                |                |  |       |       |
|  | Porto Rico           | 0                |                      |   |            |                |                |  |       |       |
|  | Porto Rico           | 0                | Estados Unidos       | 3 |            |                |                |  |       |       |
|  |                      |                  | Estados Unidos       | 3 |            |                |                |  |       |       |
|  |                      |                  | República Dominicana | 0 |            | Terceiro lugar | Terceiro lugar |  |       |       |
|  |                      |                  | República Dominicana | 0 |            | Terceiro lugar | Terceiro lugar |  |       |       |
|  |                      |                  | 10 de setembro       |   |            |                |                |  |       |       |
|  |                      |                  |                      |   |            |                |                |  |       |       |
|  | Cuba                 | 3                |                      |   |            |                |                |  |       |       |
|  | Cuba                 | 3                |                      |   |            |                |                |  |       |       |
|  | República Dominicana | 0                |                      |   |            |                |                |  |       |       |
|  | República Dominicana | 0                |                      |   |            |                |                |  |       |       |

#### Quartas de final
| Data  | Hora  |                      | Placar |            | Set 1 | Set 2 | Set 3 | Set 4 | Set 5 | Total | Relatório |
| ----- | ----- | -------------------- | ------ | ---------- | ----- | ----- | ----- | ----- | ----- | ----- | --------- |
| 8 set | 17:00 | Cuba                 | 3–0    | México     | 25–20 | 25–15 | 25–23 |       |       | 75–58 | P2 P3     |
| 8 set | 19:30 | República Dominicana | 3–0    | Porto Rico | 25–19 | 25–21 | 32–30 |       |       | 82–70 | P2 P3     |

#### Semifinais
| Data  | Hora  |                | Placar |                      | Set 1 | Set 2 | Set 3 | Set 4 | Set 5 | Total   | Relatório |
| ----- | ----- | -------------- | ------ | -------------------- | ----- | ----- | ----- | ----- | ----- | ------- | --------- |
| 9 set | 17:00 | Estados Unidos | 3–0    | República Dominicana | 25–22 | 25–12 | 25–14 |       |       | 75–48   | P2 P3     |
| 9 set | 19:30 | Canadá         | 3–2    | Cuba                 | 18–25 | 25–21 | 25–17 | 24–26 | 15–13 | 107–102 | P2 P3     |

#### Terceiro lugar
| Data   | Hora  |      | Placar |                      | Set 1 | Set 2 | Set 3 | Set 4 | Set 5 | Total | Relatório |
| ------ | ----- | ---- | ------ | -------------------- | ----- | ----- | ----- | ----- | ----- | ----- | --------- |
| 10 set | 17:00 | Cuba | 3–0    | República Dominicana | 25–15 | 25–14 | 25–16 |       |       | 75–45 | P2 P3     |

#### Final
| Data   | Hora  |        | Placar |                | Set 1 | Set 2 | Set 3 | Set 4 | Set 5 | Total | Relatório |
| ------ | ----- | ------ | ------ | -------------- | ----- | ----- | ----- | ----- | ----- | ----- | --------- |
| 10 set | 19:30 | Canadá | 0–3    | Estados Unidos | 20–25 | 14–25 | 22–25 |       |       | 56–75 | P2 P3     |

## Classificação final
| Pos            | Equipe               |
| -------------- | -------------------- |
| Campeão        | Estados Unidos       |
| Vice-campeão   | Canadá               |
| Terceiro lugar | Cuba                 |
| 4              | República Dominicana |
| 5              | México               |
| 6              | Porto Rico           |
| 7              | Suriname             |

|  | Classificado para o Campeonato Mundial de 2025 |

## Premiações
| Campeonato NORCECA de 2023           |
| Estados Unidos                       |
| ------------------------------------ |
| Estados Unidos Campeão (10.º título) |

### Individuais
Os atletas que se destacaram individualmente foramː

#### Por posição
| - Most Valuable Player (MVP) Micah Christenson - Melhor levantador Luke Herr - Melhores ponteiros Klistan Lawrence Stephen Maar | - Melhores centrais Danny Demyanenko Antonio Elias - Melhor oposto Arthur Szwarc - Melhor líbero Hiram Bravo Moreno |

#### Por fundamento
| - Maior pontuador Klistan Lawrence - Melhor sacador Miguel Angel López | - Melhor defensor Hiram Bravo Moreno - Melhor receptor Erik Shoji |